# Educación en Tailandia
La Educación en Tailandia es proporcionada principalmente por el gobierno tailandés a través del  Ministerio de Educación desde el preescolar, pasando por la primaria y secundaria hasta el bachillerato.  La constitución del país garantiza una educación básica gratuita de quince años.
La educación en Tailandia exige nueve años de "educación básica" (seis años de escuela primaria y tres años de escuela secundaria inferior).  La educación en las escuelas públicas es gratuita hasta el noveno grado. El gobierno proporciona, además, tres años de educación preescolar gratuita y tres años de educación secundaria superior gratuita.  Ninguno es obligatorio.  Los niños se inscriben en la escuela primaria desde los seis años y asisten durante seis años, Prathom 1 a Prathom 6. Las clases de la escuela primaria son de al menos 7 horas por día, con un tiempo máximo de aprendizaje de 1,000 horas por año.  La educación secundaria comienza a los 12 años. Consiste en tres años de educación secundaria inferior, Mattayom 1 a Mattayom 3, y tres años de educación secundaria superior, Mattayom 4 a Mattayom 6. La educación obligatoria termina con Mattayom 3 (grado 9), después de lo cual  los alumnos pueden cursar la educación secundaria superior en una vía de preparación universitaria o continuar sus estudios en programas de escuelas profesionales.
La educación en casa es legal en Tailandia.  Tanto la constitución como la ley de educación de Tailandia reconocen explícitamente la educación de formas alternativas y consideran que la familia es una institución educativa.  Una ley de educación en el hogar aprobada en el año 2004, el Reglamento Ministerial Nº 3 sobre el derecho a la educación básica de la familia, rige la educación en el hogar.  Las familias deben enviar una solicitud a la escuela en casa y los estudiantes son evaluados cada año.